# Яхимов
Я́химов (чеш. Jáchymov), ранее был известен как Йоахимсталь (нем. Joachimsthal) и Санкт-Йоахимсталь (нем. Sankt Joachimsthal) — чешский город, расположенный в Карловарском крае. Назван в честь святого Иоакима, изображённого на гербе вместе со святой Анной. Известен благодаря серебряным, урановым и радоновым залежам в городе и его окрестностях. Историческое ядро Яхимова шестнадцатого века сегодня является городской памятной зоной.
В окрестностях Яхимова также есть несколько подъемников, горных и беговых трасс, а иногда проводятся соревнования по спортивному ориентированию. В городе есть Аквацентр Агрикола, единственный круглогодичный аквапарк в Рудных горах. Примерно в 3 км от Яхимова находится нижняя станция кресельной канатной дороги до Клиновца.

## История

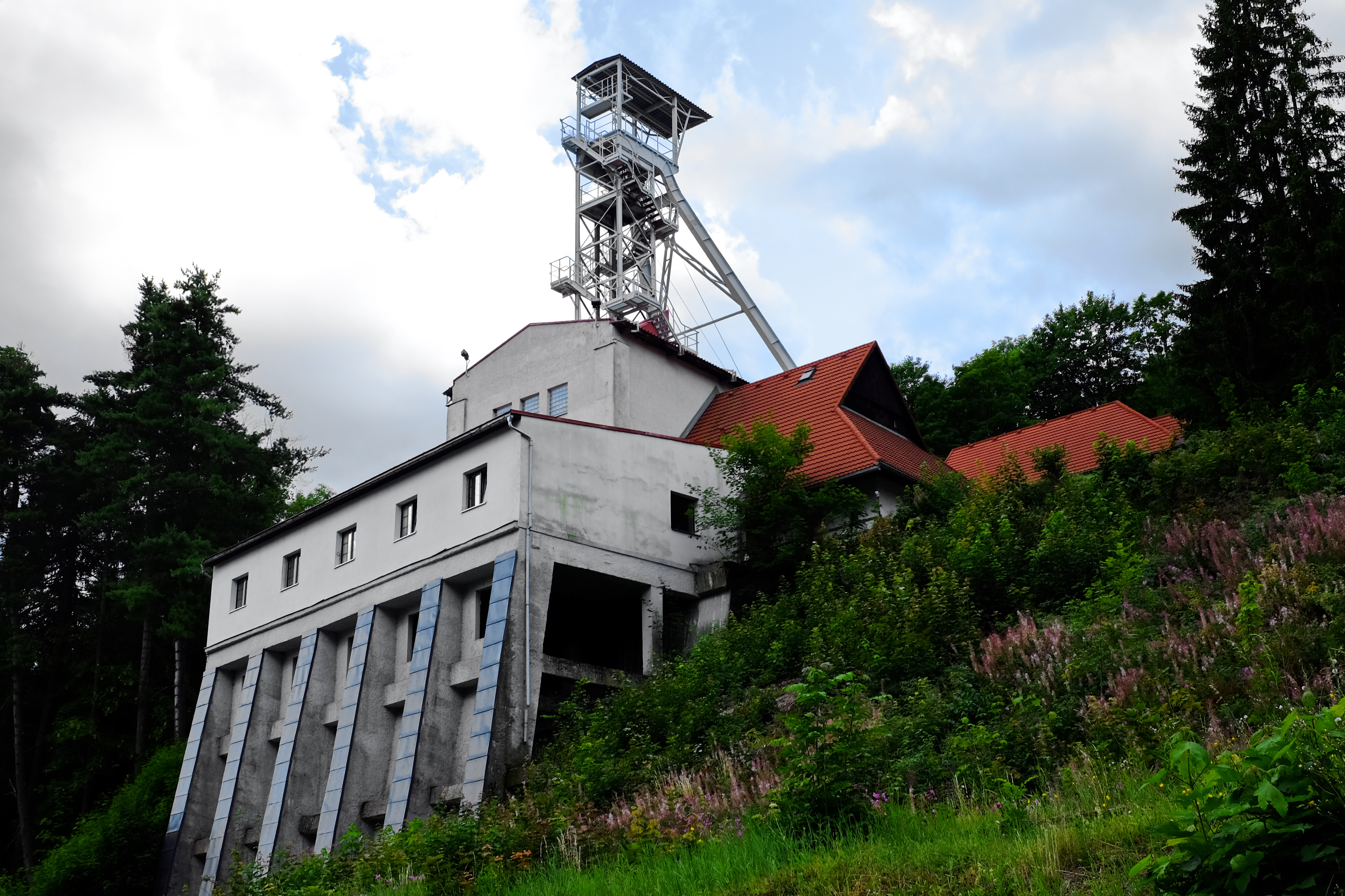
Шахта Сворность (1525) является старейшей шахтой из тех, что до сих пор используются в Европе

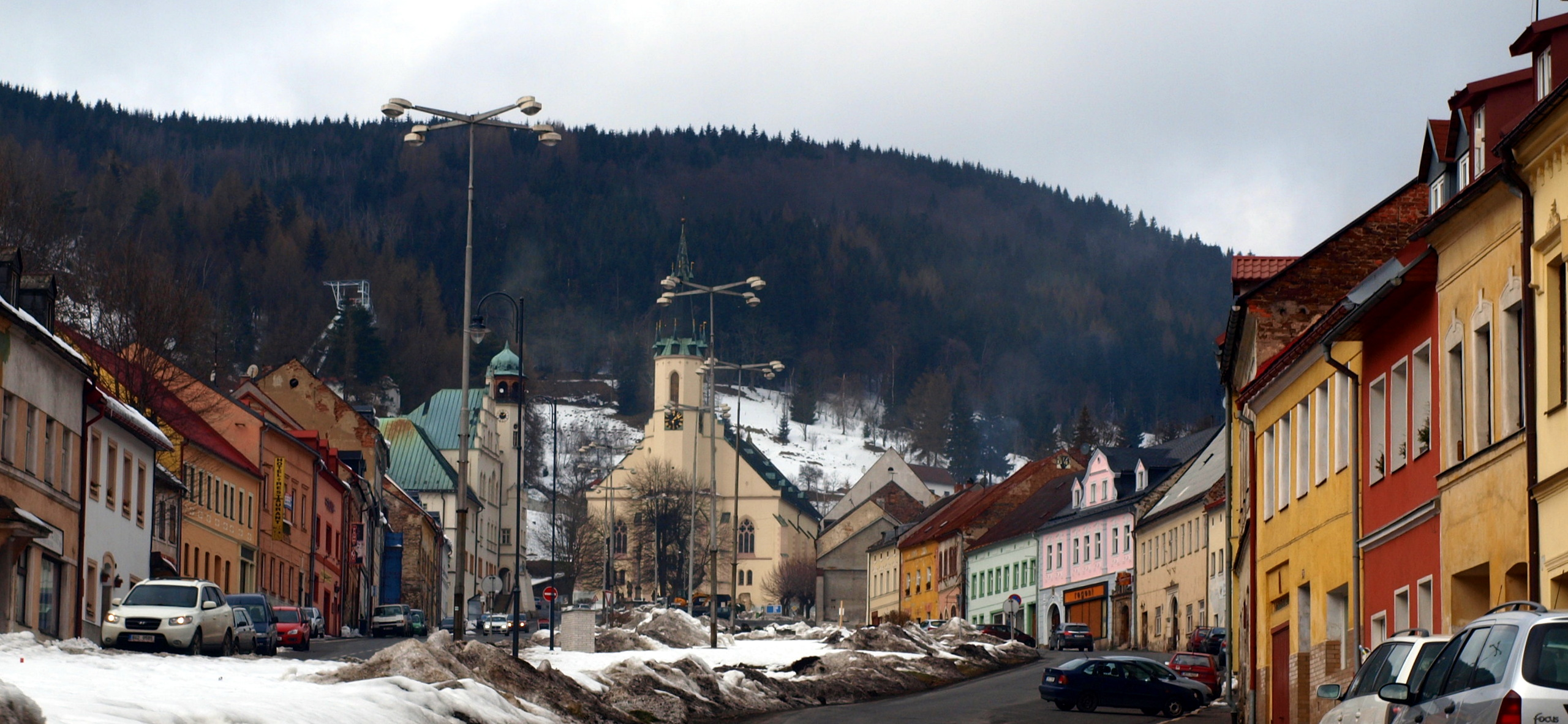
Яхимов, Площадь Республики

Яхимов впервые упоминается в 1510 году, когда на территории города были обнаружены залежи серебра. По приказу графа Штефана Шлика там начали добычу драгоценного металла. В 1516 году шахтёрский посёлок с названием Таль («Долина»), возникший на месте бывшего поселения Конрадсгрюн, разросся до размеров города, что сделало семейство Шликов одним из богатейших в Богемии. Ещё в 1516 году в городе было построено 400 домов. В 1517 году город получает название в честь св. Иоакима, одного из покровителей шахтёров.
В 1520 год повелением чешского короля Людвика город получает звание и привилегию свободного горного города. Здесь началась чеканка монет из яхимовского серебра, которые назывались «Йоахимсталерами» (нем. Joachimsthaler), позже — просто талерами. Эти монеты, качественные и с большим содержанием чистого серебра, охотно принимались в разных точках Европы. В Московском государстве йоахимсталеры, «талеры Яхима», также имели хождение и назывались «ефи́мками».
В 1547 г. во время Шмалькальденской войны Яхимов был захвачен и разграблен саксонцами. Графское семейство Шлик потеряло из-за участия в этом восстании все имущественные права к городу. В 1621 году во время Тридцатилетней войны жители бежали из города в Саксонию, спасаясь от контрреформационного преследования. Город на долгое время пришёл в упадок, и только в XIX веке он снова начал развиваться после открытия металлургических фабрик и новых шахт: помимо серебра, там начали добывать никель, висмут и уран. Также в городе действовала табачная фабрика, на которой трудились около тысячи женщин.
31 марта 1873 Яхимов серьёзно пострадал от пожара. Восстановился он только к началу XX века, но именно тогда к нему пришла новая слава: Мария Кюри, исследуя в Париже в лаборатории отходы добытой урановой руды из яхимовской фабрики, производящей краски для стекла и фарфора, обнаружила наличие двух новых элементов — сначала полония, названного в честь её родины Польши, и впоследствии — радия, за открытие которого получила Нобелевскую премию.
Сами шахтёры, годами работавшие в подземелье, обнаружили целебные свойства воды, насыщенной радиоактивным газом радоном. При работе с этой водой наблюдалось постепенно облегчение состояния у страдающих болезнями суставов. В 1906 году в городе впервые появились радоновые ванны. Первое курортное место находилось в доме пекаря Кюна. Воду в ванны приносил в деревянной бочке на спине Йосеф Пренниг.
В годы Первой мировой войны город был единственным источником урана. В 1929 году добыча урана была временно приостановлена ввиду участившихся случаев смерти от рака. Несмотря на попытку улучшить условия содержания рабочих, уровень смертности возрастал.
В ходе Второй мировой войны Яхимов был оккупирован немецкими войсками. Во время Второй мировой войны добыча урана происходила в городе и его окрестностях, где впервые работали советские военнопленные, а после войны — политические и другие заключенные. После войны немецкоязычное население было изгнано из города, а в Яхимов вернулись чехи. В 1948 году в городе и вокруг него появились лагеря принудительных работ, заключённые которых вынуждены были добывать урановую руду. Средняя продолжительность их жизни тогда составляла 42 года. Большинство урановой руды было вывезено в Советский Союз как стратегическое сырье для изготовления ядерного оружия. Добыча урана прекратилась окончательно в 1964 году.
Сегодня шахты (за исключением Сворности) больше не работают, и, например, в шахтном комплексе Эдуарда сейчас есть спортивный комплекс с биатлонным стрельбищем. В городе есть несколько курортных домов, а также уникальный курорт, где пациентов лечат прямым облучением.

## Транспорт
Линия Остров-над-Огржи-Яхимов железная дорога действовала между 1896 и 1957 годами. Автобус теперь обеспечивает регулярное сообщение через Остров с Карловы Вары. С 2005 года в Яхимове есть одна линия городского автобусного транспорта MHD-1.

## Галерея

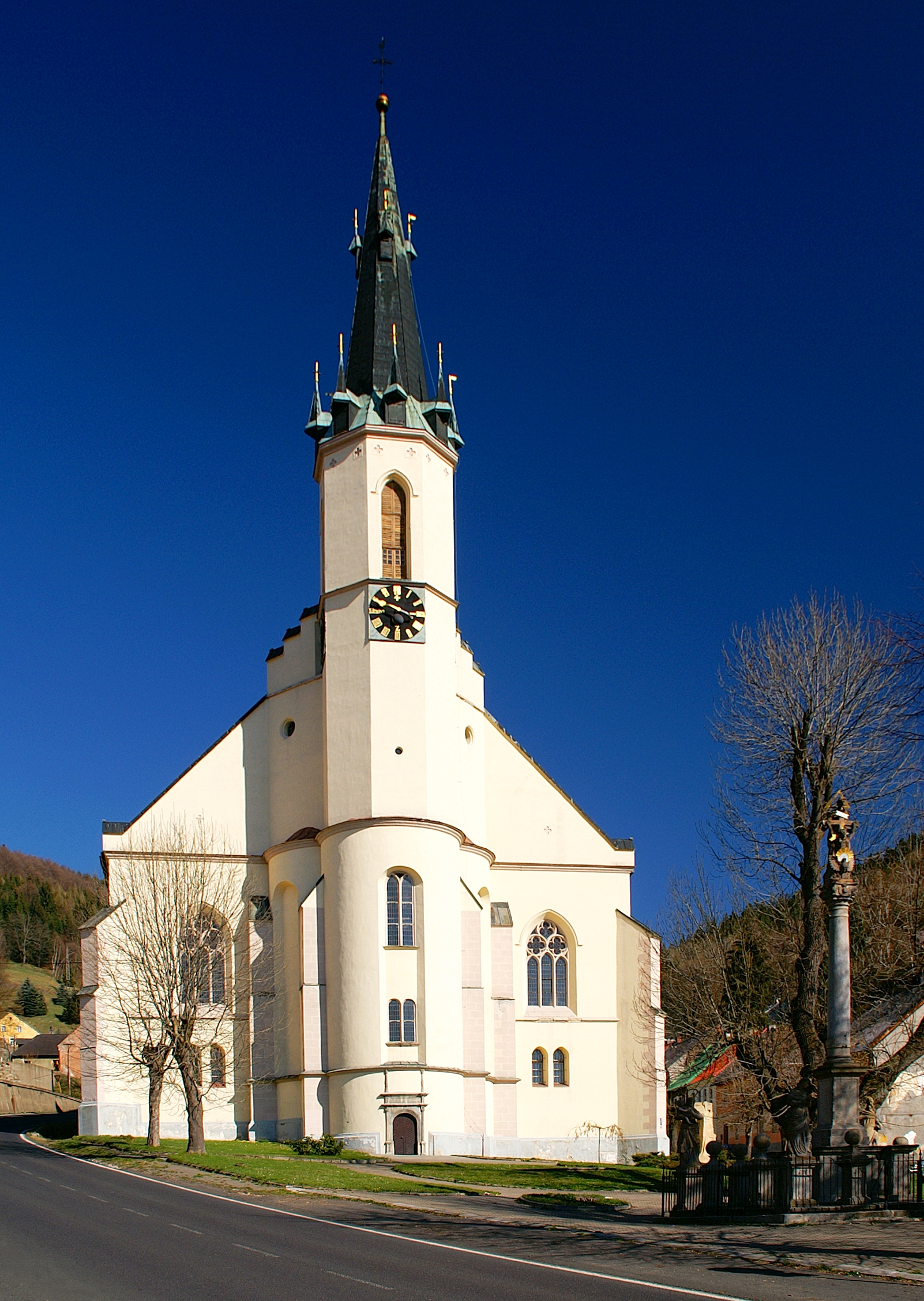
Костел св. Иоакима
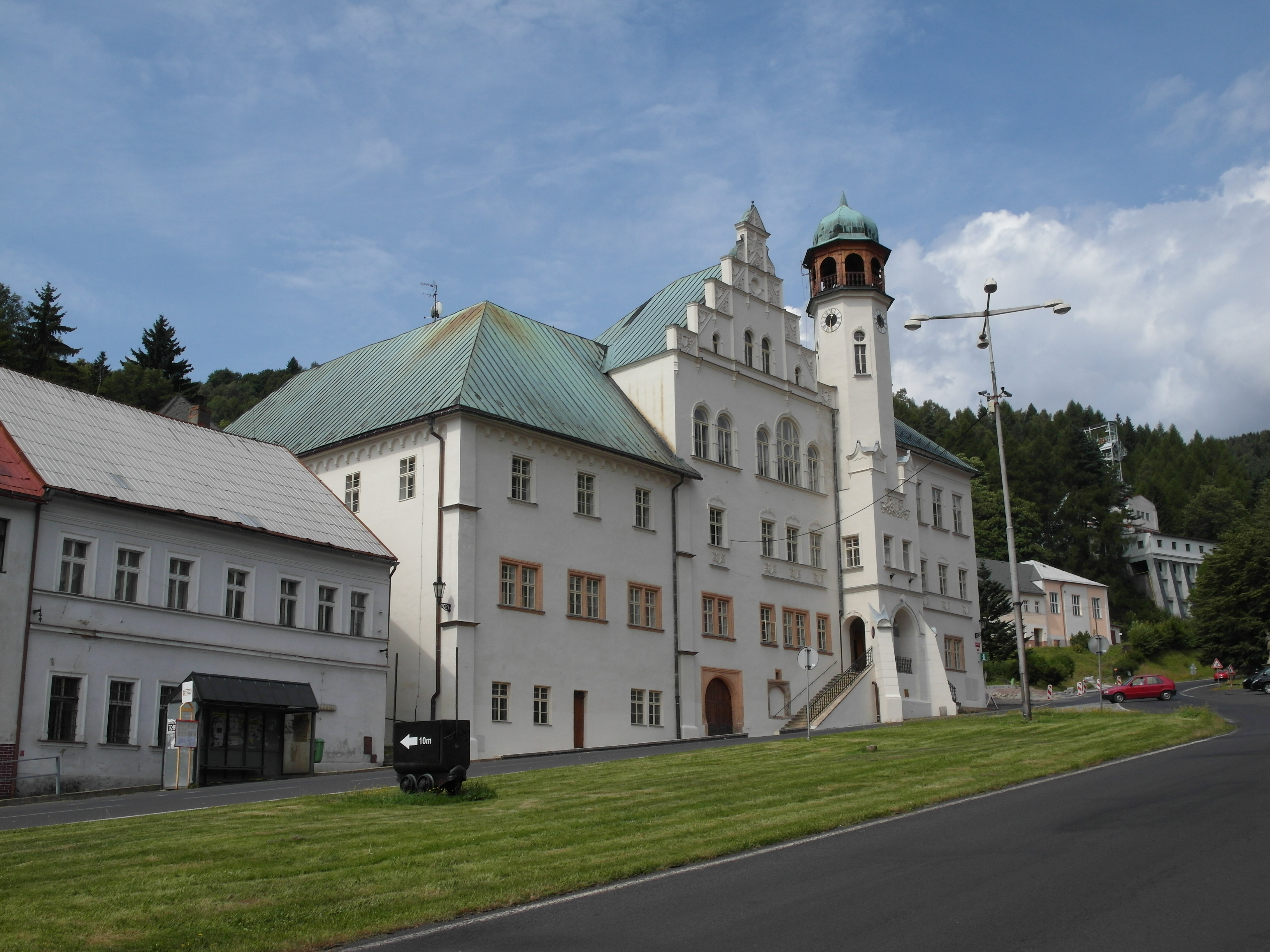
Раднице места Яхимова
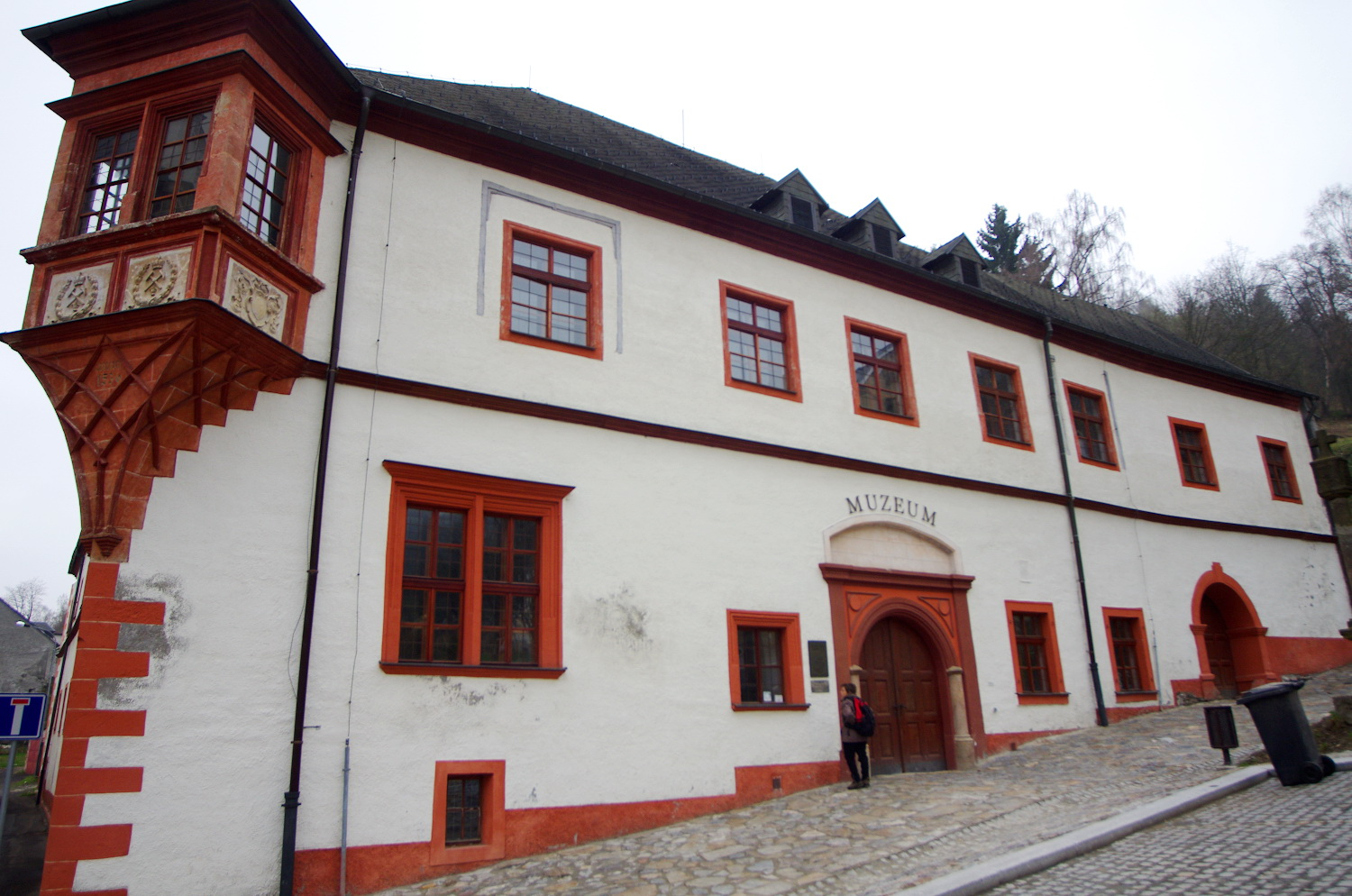
Музей Королевский монетный двор Яхимов
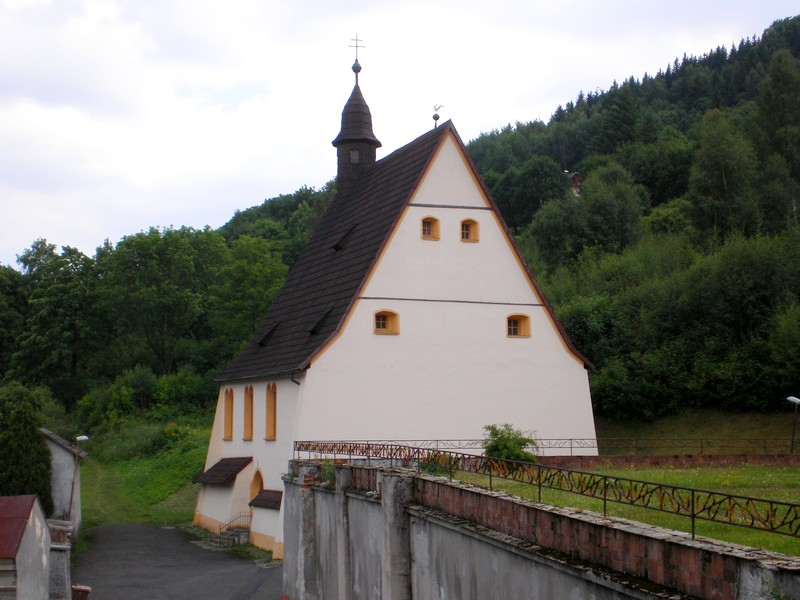
Храм Всех Святых, старейшее сохранившееся здание в городе
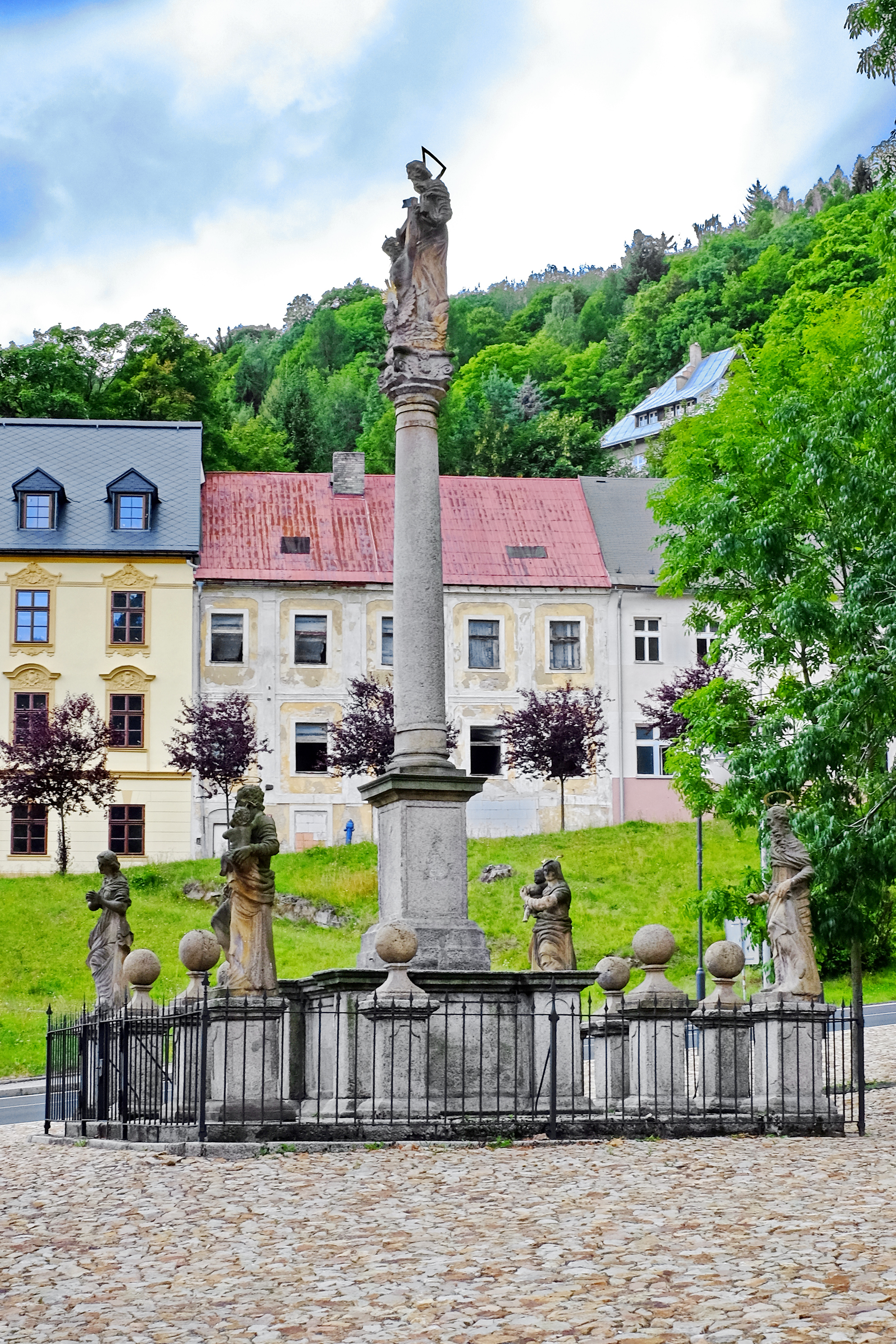
Колонна Святой Троицы
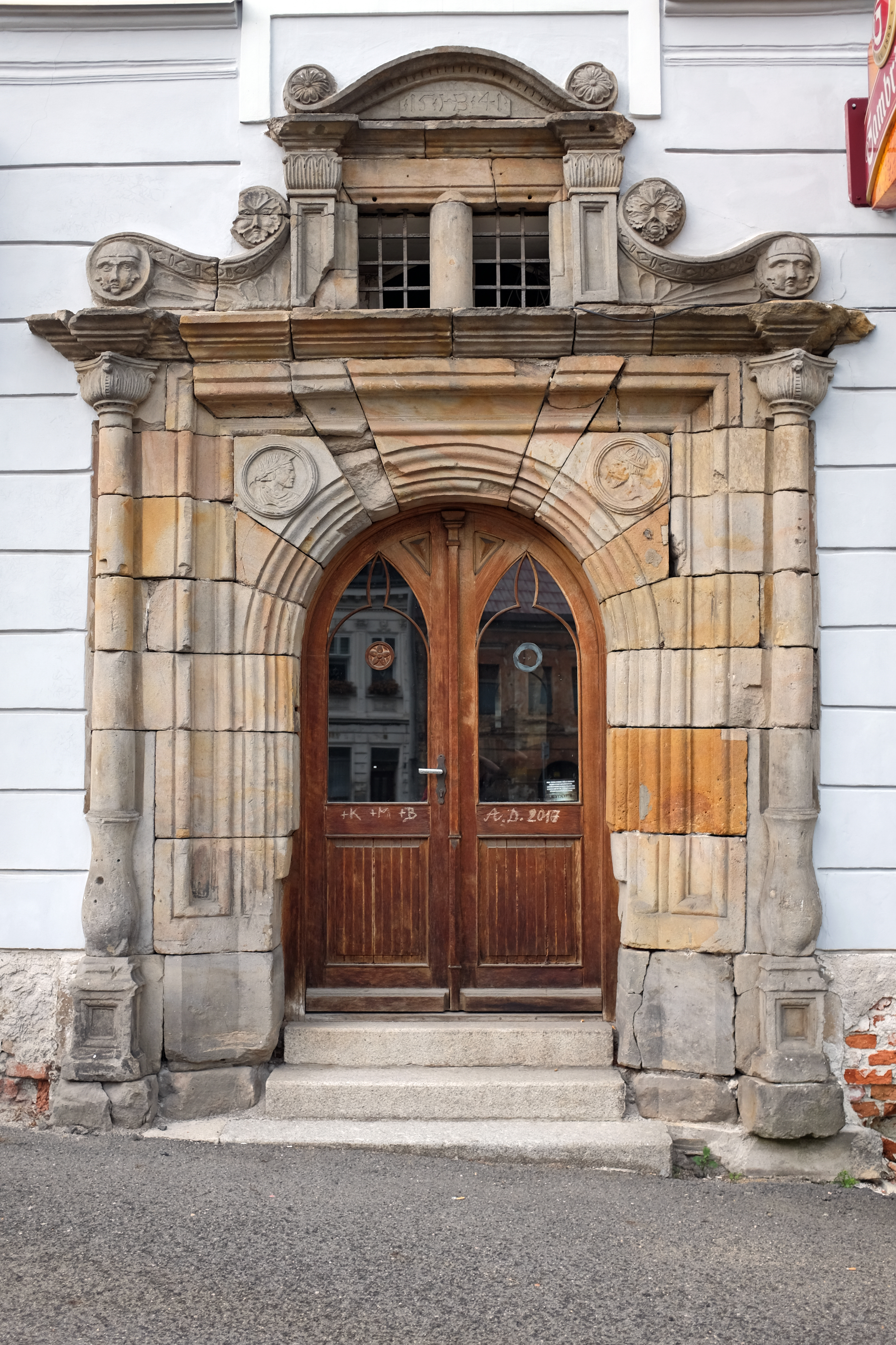
Яхимовский портал дома №. 145 из 1541
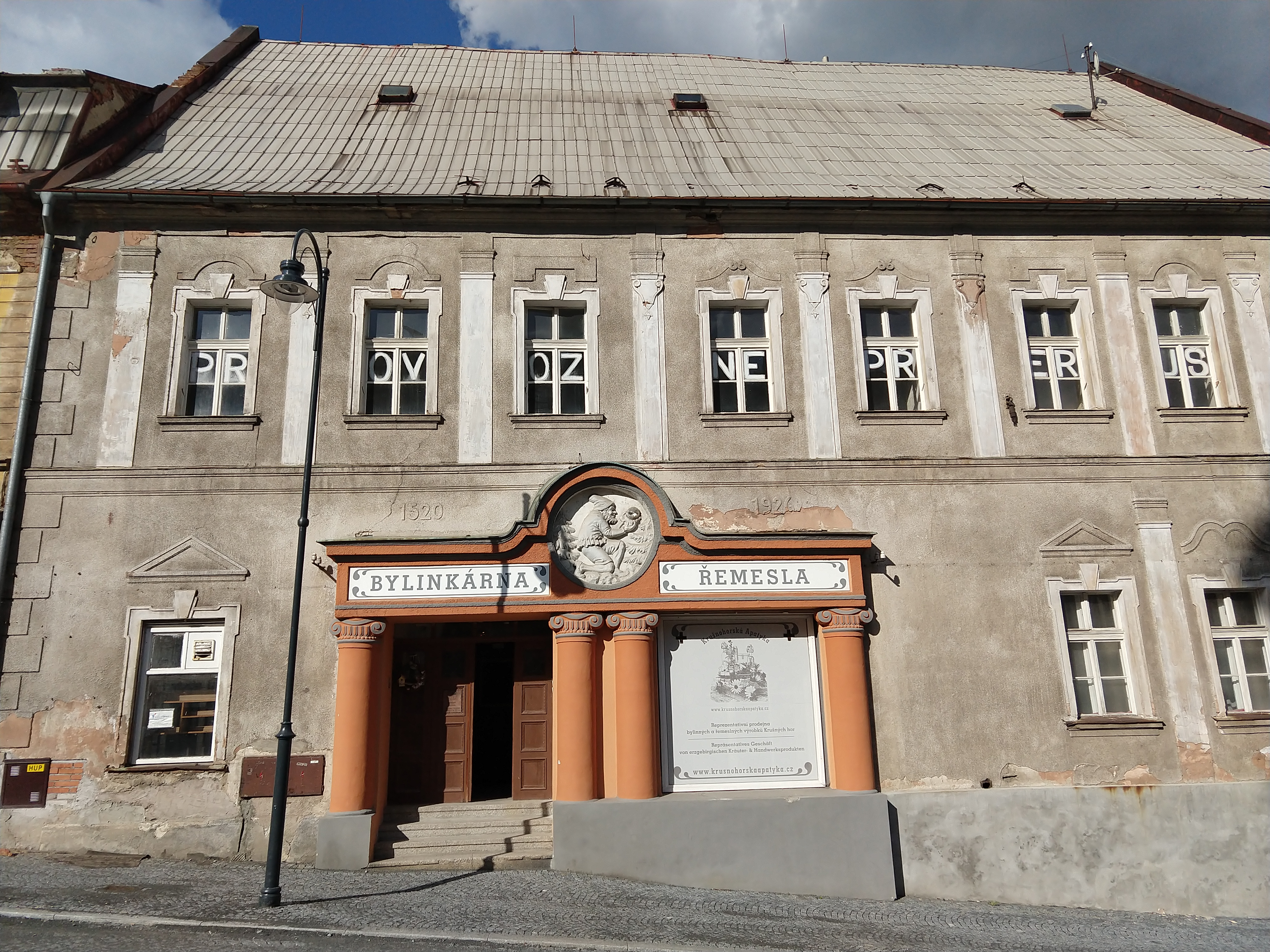
Яхимовская старейшая аптека в Центральной Европе
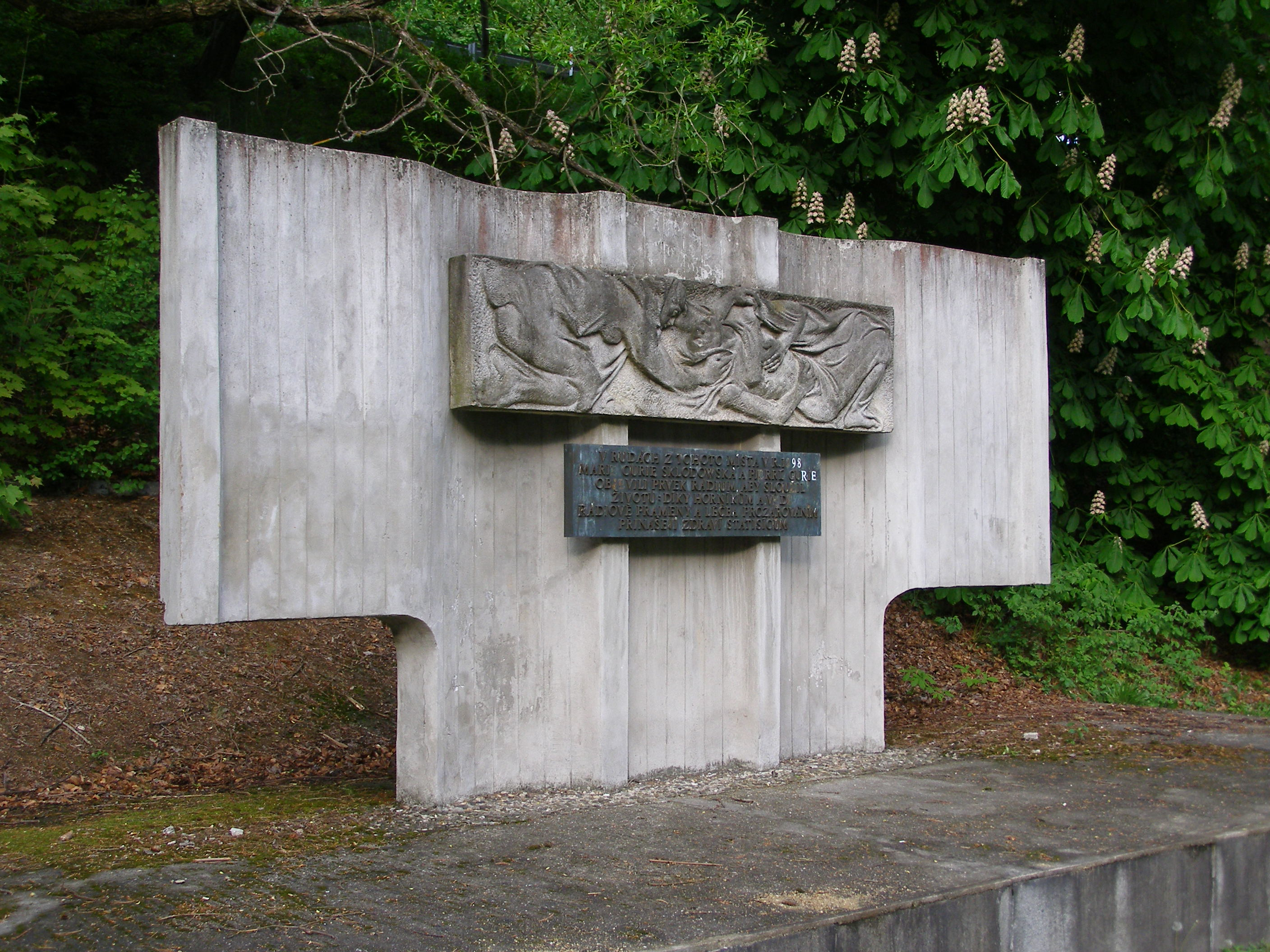
Памятник открытию радия
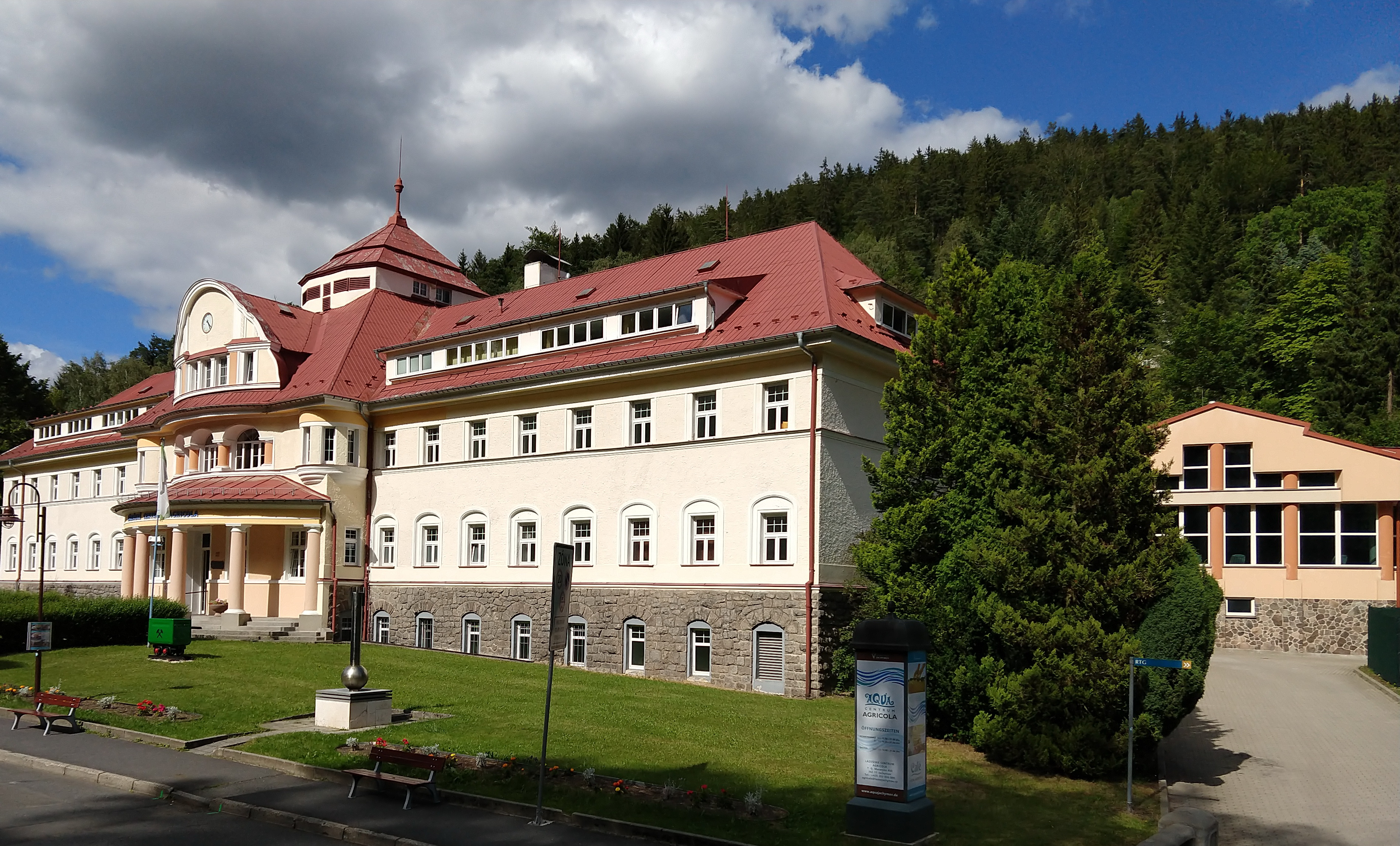
Аквацентр Агрикола
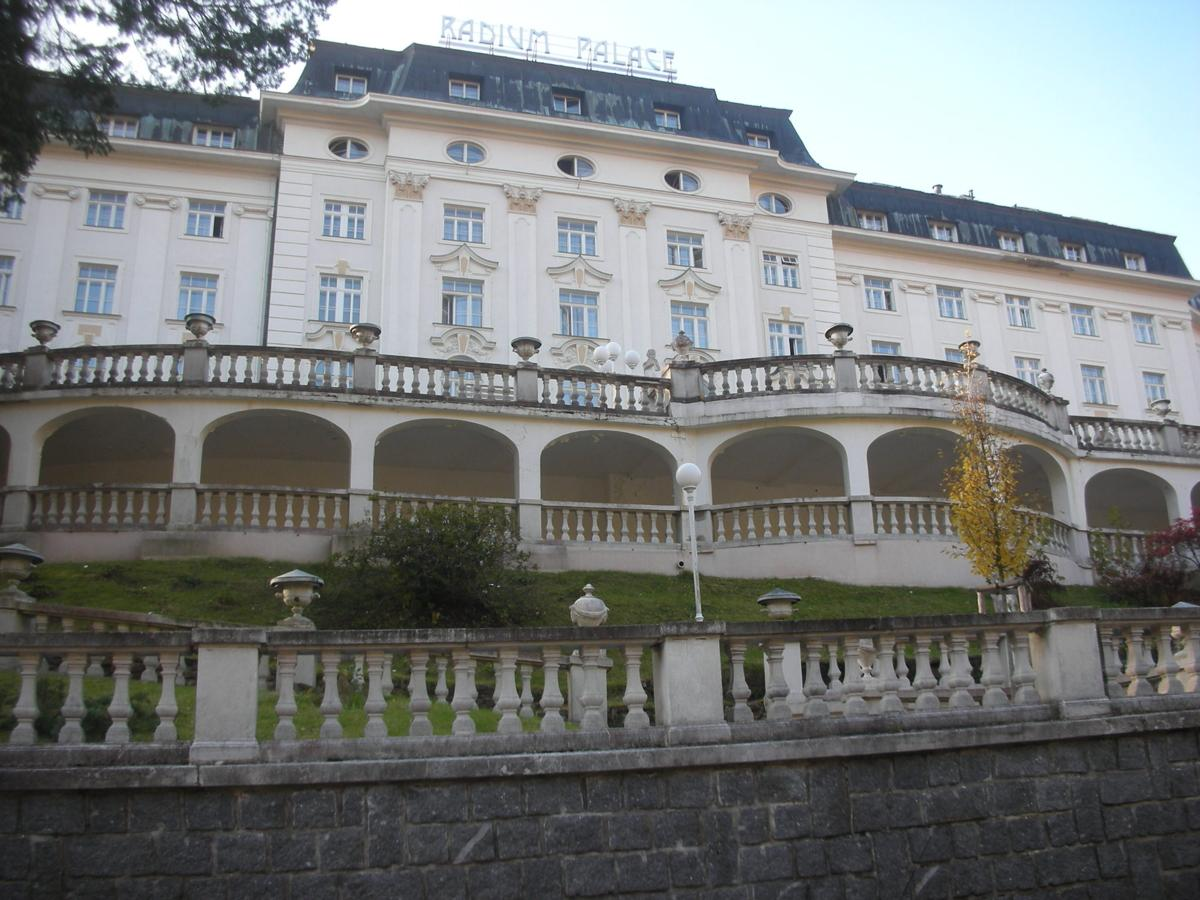
Радиум Палас
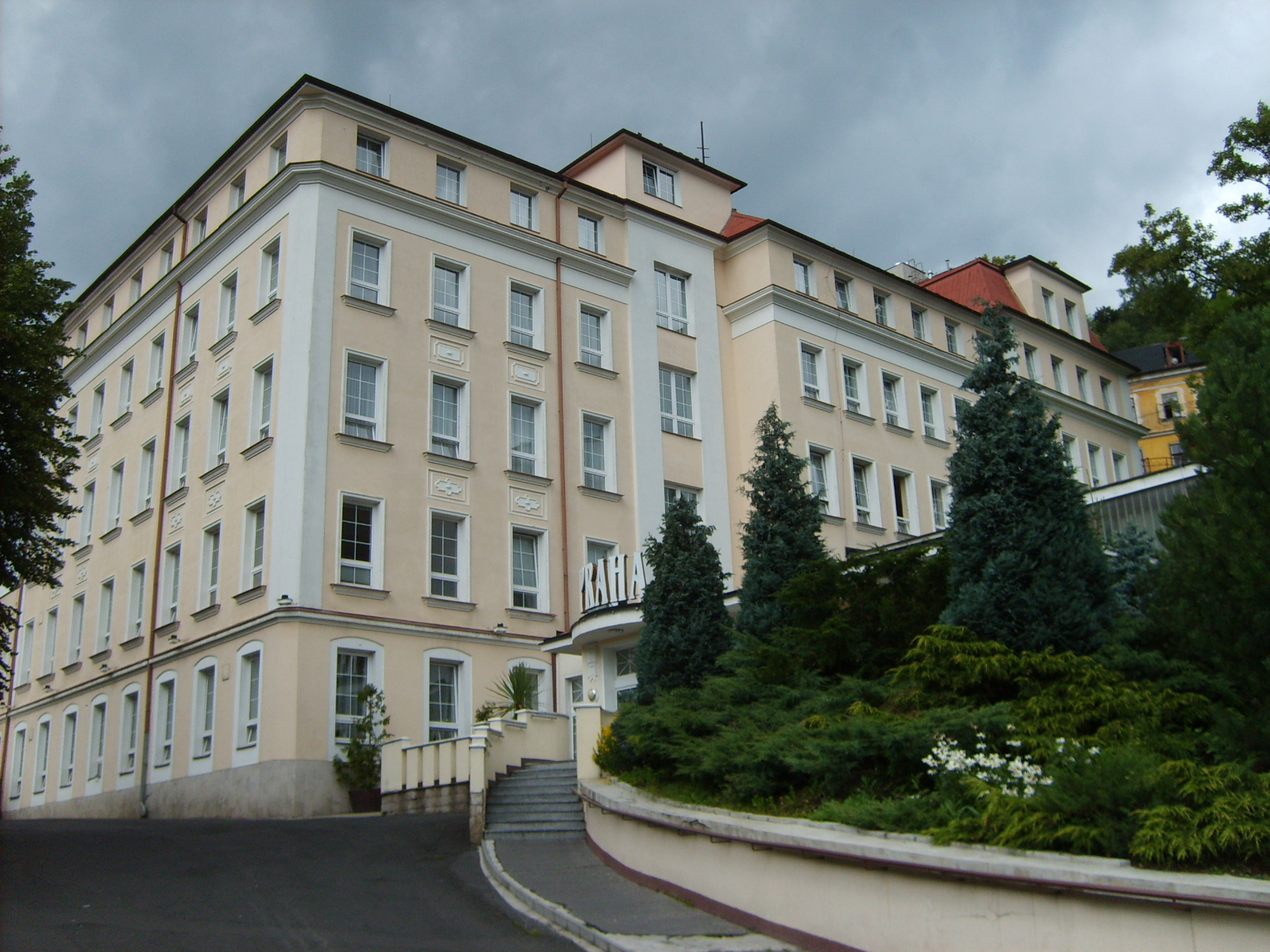
Отели Прага
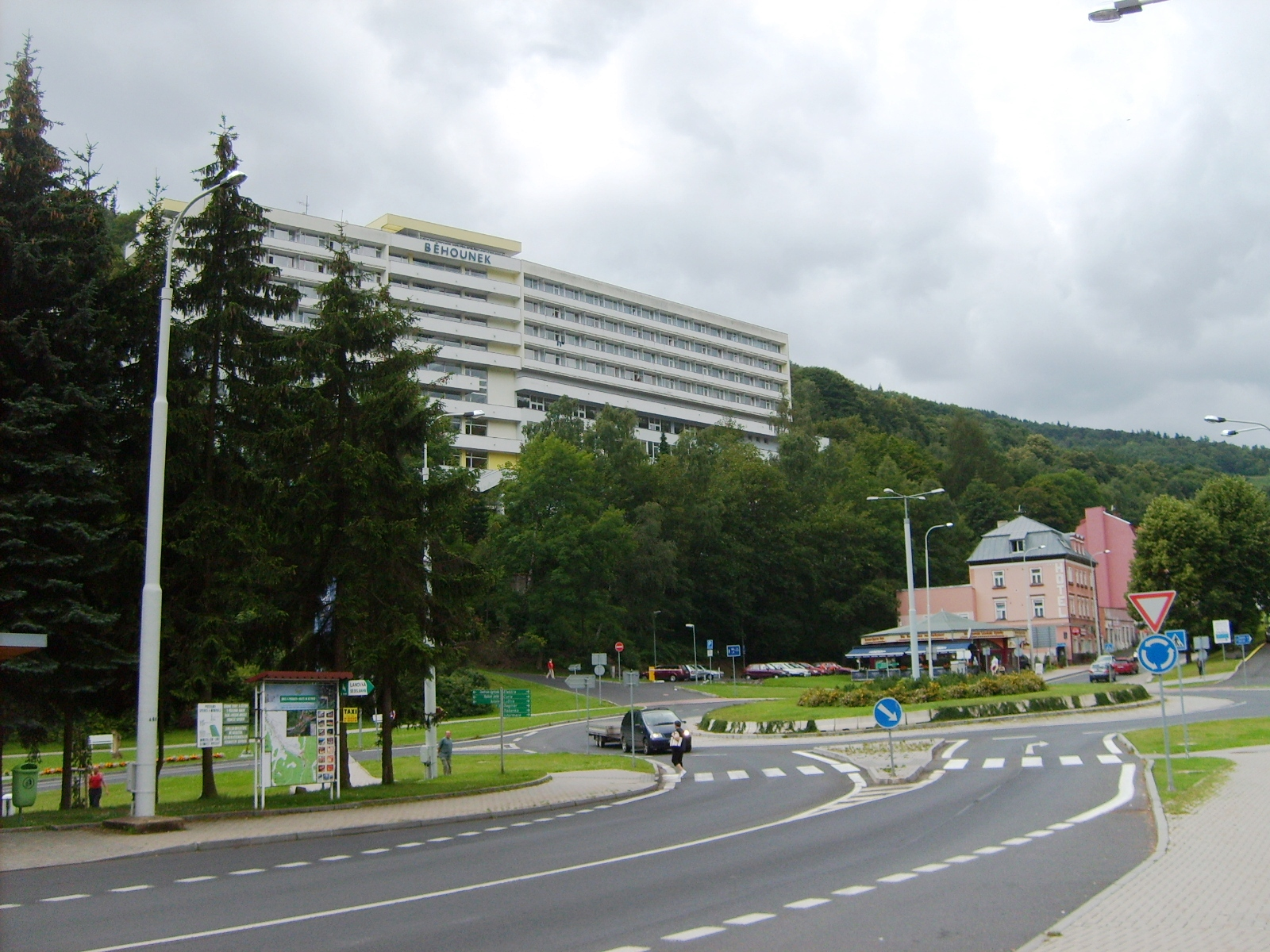
Отель Бегоунек

## Население
| Год  | Численность | Численность |
| ---- | ----------- | ----------- |
| 1869 | 6668        | [ 5 ]       |
| 1880 | 6628        | [ 1 ]       |
| 1890 | 7133        | [ 5 ]       |
| 1900 | 7487        | [ 5 ]       |
| 1910 | 7627        | [ 5 ]       |
| 1921 | 7173        | [ 5 ]       |
| 1930 | 7404        | [ 5 ]       |
| 1950 | 6659        | [ 5 ]       |
| 1961 | 4608        | [ 5 ]       |
| 1970 | 3289        | [ 5 ]       |
| 1980 | 3375        | [ 5 ]       |
| 1991 | 2716        | [ 5 ]       |
| 2001 | 2830        | [ 5 ]       |
| 2014 | 2815        | [ 6 ]       |
| 2016 | 2664        | [ 7 ]       |
| 2017 | 2586        | [ 8 ]       |
| 2018 | 2549        | [ 9 ]       |
| 2019 | 2511        | [ 10 ]      |
| 2020 | 2470        | [ 11 ]      |
| 2021 | 2381        | [ 12 ]      |
| 2022 | 2315        | [ 13 ]      |
| 2023 | 2396        | [ 14 ]      |
| 2024 | 2361        | [ 3 ]       |

## Города-побратимы
- Шнеберг, Германия